# Dniepropetrowska Rada Obwodowa

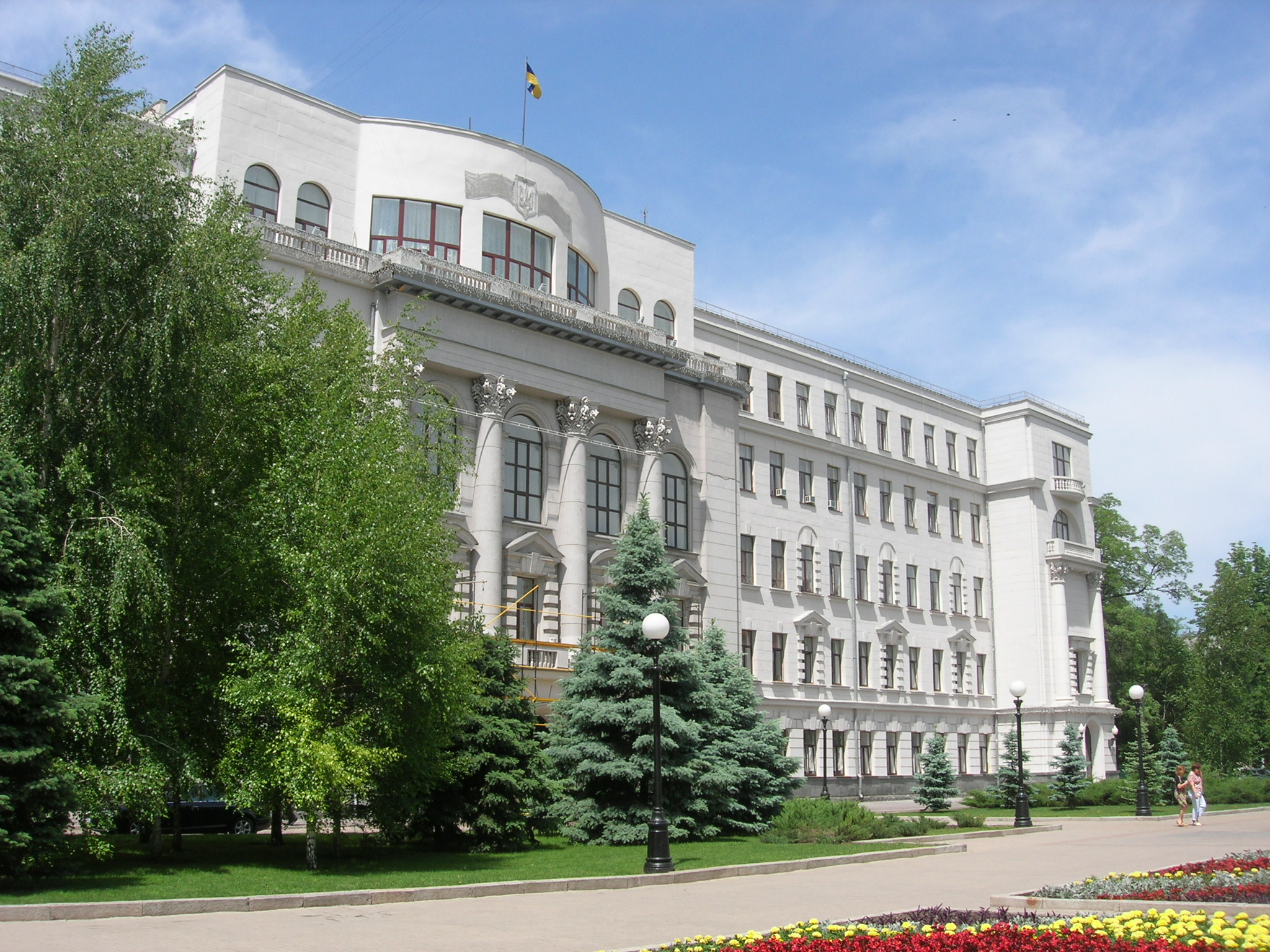
Budynek Dniepropetrowskiej Rady Obwodowej

Dniepropetrowska Rada Obwodowa (ukr. Дніпропетровська обласна рада) – organ obwodowego samorządu terytorialnego w obwodzie dniepropietrowskim Ukrainy, reprezentujący interesy mniejszych samorządów – rad rejonowych, miejskich, osiedlowych i wiejskich, w ramach konstytucji Ukrainy oraz udzielonych przez rady upoważnień. Siedziba Rady znajduje się w mieście Dniepr.

## Przewodniczący Rady
- Mykoła Szweć (13 grudnia 2004 – kwiecień 2006)
- Jurij Wiłkuł (30 sierpnia 2006 – maj 2010)
- Jewhen Udod (listopad 2010 – grudzień 2015)
- Hlib Pryhunow (od 16 grudnia 2015)